# Polyporivora boletina
Polyporivora boletina is een vliegensoort uit de familie van de breedvoetvliegen (Platypezidae). De wetenschappelijke naam van de soort is voor het eerst geldig gepubliceerd in 1815 door Fallen.